# Bandera de Rondonia
En la bandera de Rondonia, el verde representa las matas; el amarillo, las riquezas minerales; el azul, el cielo; y el blanco, la paz. La estrella se refiere a Muliphein, que en la bandera nacional simboliza el estado de Rondonia. Rondonia también adoptó una banda gubernamental para usarla en el ceremonial de gobierno y una banda formada por los colores de la bandera y del escudo.
Fue instituida por el decreto-ley nº 7, de 31 de diciembre de 1981.